# Copello (Einheit)
Der Copello war ein Volumenmaß und wurde in Turin und in sardinischen Städten als Getreidemaß verwendet. Auch in Alessandria fand er im Handel Einzug.
Die Maßkette war
- 1 Sacco = 3 Staja = 6 Mina = 12 Quarter = 48 Copello = 960 Cucchiaro[1]
- 1 Copello = 120 ¾ Pariser Kubikzoll = 2 2/5 Liter[2]
- 1 Mina = 8 Copelli
- 1 Copello = 20 Cucchiaro[3]
- 1 Staja = 16 Copelli
- 1 Sacco = 48 Copelli